# Eberhard Herwarth von Bittenfeld l'Ancien
Johann Eberhard Ernst Herwarth von Bittenfeld (né le 17 décembre 1753 à Wesel et mort le 27 janvier 1833 à Berlin) est un général de division prussien.

## Biographie

### Origine
Johann Eberhard Ernst est issu de l'ancienne famille noble souabe Herwarth von Bittenfeld (également connue sous le nom de Herwart ou Hörwarth von Bittenfeld), qui est l'une des plus anciennes familles nobles urbaines capables de diriger un régiment dans la ville impériale libre d'Augsbourg. Il est le fils de Johann Friedrich Herwarth von Bittenfeld (de) (1696-1757) et de sa femme Johanna Elisabeth, née Harpprecht von Harpprechtstein (1753-1781).

### Carrière militaire
Il choisit également une carrière militaire et reçoit sa formation militaire dans le corps des cadets. À partir de 1773, il devient officier dans le 21e régiment d'infanterie "von Schwerin (de)", plus tard le régiment "duc de Brunswick à pied" à Halberstadt. Herwarth von Bittenfeld participe aux campagnes contre la France révolutionnaire en 1793/94, combat aux batailles de Pirmasens et de Kaiserslautern, puis devient major et en 1805 commandant du 3e régiment d'infanterie (de) « von Renouard (de) » à Halle. Lors de la bataille d'Iéna en 1806, il est grièvement blessé et fait prisonnier par les Français.
En tant que civil, il vit jusqu'en 1809 à Halle, puis à Brandebourg, où il est nommé à la tête d'un des tribunaux d'honneur créés à l'époque. En avril 1809, il est rappelé au service actif par un ordre du cabinet royal et nommé commandant du 1er régiment d'infanterie silésien à Neisse. Peu de temps après, il est promu lieutenant-colonel et, au printemps 1811, il devient colonel et brigadier dans les troupes de garnison de Poméranie et de Brandebourg. Après le nouveau déclenchement de la guerre contre la France, il est nommé inspecteur de la garnison et des bataillons de réserve entre l'Oder et la Vistule. Le 12 juin 1814, il est promu général de division, et lorsqu'il prend sa retraite le 12 octobre 1815, il reçoit la croix de fer sur ruban blanc.
Herwarth von Bittenfeld est membre de la Société militaire.

### Famille
Herwarth von Bittenfeld se marie avec Johanna Friederike Auguste von Arnstedt (1765-1851), une fille du conseiller privé Carl Adrian von Arnstedt (de) (1716-1800) sur Groß-Werther et Christiane Luise Antoinette von Lüdecke (1734-1779). De ce mariage sont nés quatre fils qui font également carrière dans l'armée :
- Karl Eberhard (1796–1884), maréchal prussien, marié :
  - le 23 mai 1823 avec Caroline Schulze (1795–1828)
  - le 22 juin 1831 avec Sophie von Scholten (1802–1868)
- Karl Ernest (1798–1867) marié le 25 octobre 1838 avec la comtesse Emmy von Königsmark (1804–1871), sœur du ministre Otto von Königsmarck[2]
- Hans Paul (1800–1881) marié le 22 juin 1823 Mathilde Jeanette baronne von Sobeck und Kornitz (1803-1870), fille de Peter von Sobeck und Kornitz (de), seigneur de Krukow.
- Friedrich Adrian (1802–1884), gouverneur de Königsberg marié le 16 décembre 1841 avec Freda von Krosigk (de) (1815–1886)

Un arrière-arrière-petit-fils, Hans Herwarth von Bittenfeld, est l'un des conspirateurs du coup d'État manqué du 20 juillet 1944.